# Barbara Krupa-Wojciechowska
Barbara Bożena Krupa-Wojciechowska (ur. 12 kwietnia 1930 w Warszawie, zm. 15 maja 2023) – polska lekarka-hipertensjolożka, diabetolożka, nefrolożka, prof. dr hab., rektorka Akademii Medycznej w Gdańsku (1983-1990)

## Życiorys
W czasie II wojny światowej przebywała wraz z matką na robotach przymusowych w Niemczech. Po wojnie ukończyła szkołę średnią w Kwidzynie. W latach 1949–1954 studiowała na Wydziale Lekarskim Akademii Medycznej w Gdańsku. W 1958 uzyskała specjalizację lekarską chorób wewnętrznych I stopnia, w 1964 – II stopnia, w 1973 – podspecjalizację z nefrologii. W 1963 obroniła doktorat. W 1969 otrzymała stopień doktor habilitowanej. Od 1970 docent Akademii Medycznej w Gdańsku, od 1978 profesor nadzwyczajny, od 1989 – profesor zwyczajny. W latach 1970–2000 kierowała Kliniką Nadciśnienia Tętniczego i Diabetologii Akademii Medycznej w Gdańsku. Od 1970 do 1981 pełniła funkcję dyrektorki jej Instytutu Chorób Wewnętrznych. W latach 1983–1990 sprawowała obowiązki rektora AM, zaś w latach 1990–1994 – prezeski Polskiego Towarzystwa Nadciśnienia Tętniczego, którego jest też honorową członkinią. Należy do Międzynarodowego i Europejskiego Towarzystwa Nadciśnienia Tętniczego, Amerykańskiego Towarzystwa Kardiologicznego i Amerykańskiego Towarzystwa Diabetologicznego. Stworzyła szkołę specjalistów nadciśnienia tętniczego i diabetologii. jej najważniejsze zainteresowania badawcze to: analiza patomechanizmu powiązań między nadciśnieniem i cukrzycą, wpływ transformacji ustrojowej na zmiany sytuacji zdrowotnej polskiego społeczeństwa, szczególnie pod względem kontroli nadciśnienia tętniczego oraz opracowywanie programów edukacji chorych z nadciśnieniem. Zainicjowała badania prewencyjne nadciśnienia tętniczego w regionie gdańskim. Nawiązała kontakty naukowe z ośrodkami badania nadciśnienia tętniczego m.in. w Oksfordzie i Cleveland. Jako rektor wspierała wyjazdy studentów kardiologii na staże w USA. Za jej kadencji powstała Klinika Chirurgii Serca i Naczyń Krwionośnych AM, na uczelni powstała pierwsza pracownia echokardiograficzna i zalążek Zakładu Kardiologii Interwencyjnej.
W 1948 została członkinią PPR, następnie należała do PZPR. Jako studentka przewodniczyła Zarządowi Uczelnianemu Zrzeszenia Studentów Polskich na Akademii Medycznej w Gdańsku. W latach 1958–1962 pełniła obowiązki sekretarza Komitetu Uczelnianego PZPR. Od 1960 była członkinią Komitetu Wojewódzkiego PZPR w Gdańsku, w latach 1964–1971 i 1986-1990 – Komitetu Centralnego PZPR. Od 1982 do 1986 należała do Centralnej Komisji Kontroli Partyjnej PZPR. W 1973 została przewodniczącą Wojewódzkiej Rady Kobiet Frontu Jedności Narodu.
Jest autorką lub współautorką ponad 400 prac naukowych. W 2004 opublikowała wspomnienia Polityka i medycyna.
Odznaczona m.in. Krzyżem Komandorskim i Oficerskim Orderu Odrodzenia Polski oraz Medalem im. Ludwika Waryńskiego (1988). W 2016 otrzymała tytuł doktor honoris causa Gdańskiego Uniwersytetu Medycznego. Została wyróżniona zespołową Nagrodą Ministra Zdrowia za cykl publikacji nt. wprowadzenia metody 24-godzinnego monitorowania ciśnienia tętniczego.
Zmarła 15 maja 2023 roku, mając 93 lata.

## Rodzina
Córka działaczy komunistycznych Jana Krupy (1902-1966, I sekretarza Komitetu Powiatowego PPR w Kwidzynie w latach 1946–1948) i Stanisławy Krupy (1905-1962, burmistrz Kwidzyna w 1949 i przewodniczącej miejscowej Ligi Kobiet), żona docenta Politechniki Gdańskiej Stefana Wojciechowskiego (1929-1988).